# Division 1 (Bélgica) 1957-58
La Primera División de Bélgica 1957/58 fue la 55.ª temporada de la máxima competición futbolística en Bélgica.

## Tabla de posiciones
| Pos | Equipo                         | PJ | PG | PE | PP | GF | GC | Pts | DG  | Notas                                                |
| --- | ------------------------------ | -- | -- | -- | -- | -- | -- | --- | --- | ---------------------------------------------------- |
| 1   | Standard Liège                 | 30 | 18 | 8  | 4  | 55 | 21 | 44  | +34 | Clasificado a la Copa de Campeones de Europa 1958-59 |
| 2   | Royal Antwerp FC               | 30 | 19 | 6  | 5  | 77 | 35 | 44  | +42 |                                                      |
| 3   | La Gantoise                    | 30 | 17 | 7  | 6  | 66 | 37 | 41  | +29 |                                                      |
| 4   | Beerschot                      | 30 | 15 | 9  | 6  | 70 | 46 | 39  | +24 |                                                      |
| 5   | R.S.C. Anderlecht              | 30 | 12 | 13 | 5  | 50 | 33 | 37  | +17 |                                                      |
| 6   | Royale Union Saint-Gilloise    | 30 | 14 | 8  | 8  | 61 | 44 | 36  | +17 | Clasificado a la Copa de Ferias 1958-60              |
| 7   | R.C.S. Verviétois              | 30 | 10 | 12 | 8  | 33 | 29 | 32  | +4  |                                                      |
| 8   | Lierse S.K.                    | 30 | 10 | 9  | 11 | 41 | 43 | 29  | -2  |                                                      |
| 9   | R.F.C. de Liège                | 30 | 8  | 11 | 11 | 48 | 48 | 27  | 0   |                                                      |
| 10  | K Waterschei SV Thor Genk      | 30 | 9  | 8  | 13 | 48 | 52 | 26  | -4  |                                                      |
| 11  | R.O.C. de Charleroi-Marchienne | 30 | 9  | 8  | 13 | 39 | 54 | 26  | -15 |                                                      |
| 12  | K. Sint-Truidense V.V.         | 30 | 7  | 10 | 13 | 41 | 64 | 24  | -23 |                                                      |
| 13  | K Berchem Sport                | 30 | 8  | 8  | 14 | 38 | 52 | 24  | -14 |                                                      |
| 14  | Tilleur FC                     | 30 | 5  | 8  | 17 | 39 | 72 | 18  | -33 |                                                      |
| 15  | Daring Club Bruxelles          | 30 | 6  | 5  | 19 | 40 | 74 | 17  | -34 | Descenso a la Segunda División                       |
| 16  | K.R.C. Mechelen                | 30 | 4  | 8  | 18 | 30 | 72 | 16  | -42 | Descenso a la Segunda División                       |

PJ = Partidos jugados; PG = Partidos ganados; PE = Partidos empatados; PP = Partidos perdidos; GF = Goles a favor; GC = Goles en contra; Pts = Puntos; DG = Diferencia de goles